# Isola di Tom
L'isola di Tom (in russo Остров Тома, ostrov Toma) è un'isola russa che fa parte dell'arcipelago della Terra di Francesco Giuseppe, bagnata dal mare di Barents. Amministrativamente fa parte dell'oblast' di Arcangelo.

## Geografia
L'isola di Tom si trova nella parte occidentale dell'arcipelago, 1,5 km al largo della costa orientale dell'isola di Bruce, a nord-est di capo Pinegina (мыс Пинегина). A sud, al di là del canale di Mayers, si trova l'isola di Northbrook. L'isola di Tom ha la forma di una mezzaluna ed è lunga circa 0,7 km.